# Lernaeopodidae
Lernaeopodidae – rodzina pasożytniczych widłonogów z rzędu Siphonostomatoida powodujących zachorowania ryb. Należące tu widłonogi utraciły segmentację ciała na skutek swojego pasożytniczego trybu życia. Mimo tak dalece posuniętego braku segmentacji można odróżnić dwa odcinki ciała. Pierwszy to głowa razem z pierwszym segmentem tułowia. Drugi odcinek to połączone pozostałe segmenty tułowia wraz z segmentem płciowym  i segmentami odwłoka.
Jej przedstawicielami są:
- Rodzaj Achtheres
  - Achtheres percarum – pasożyt jamy ustnej i skrzeli okonia (Perca fluvitalis) i sandacza (Lucioperca lucioperca).
- Rodzaj Tracheliastes
  - Tracheliastes maculatus – pasożyt bytujący na łuskach leszcza (Abramis brama), krąpia czasami również płotki. Powoduje chorobę zwaną tracheliostozą.
  - Tracheliastes polycolpus – pasożyt płetw i skóry ryb karpiowatych szczególnie jazia (Leuciscus idus).
- Rodzaj Basanistes
  - Basanistes huchonis – pasożyt okryw skrzelowych łososia (Salmo salar) i głowacicy (Hucho hucho).
- Rodzaj Salmincola
  - Salmincola salmoneus – pasożyt ryb z rodziny łososiowatych.
  - Salmincola extensus